# Simulium kalimerahense
Simulium kalimerahense är en tvåvingeart som beskrevs av Takaoka 2003. Simulium kalimerahense ingår i släktet Simulium och familjen knott. Inga underarter finns listade i Catalogue of Life.